# 大山鎬則
大山 鎬則（おおやま たかのり、1974年3月8日 - ）は、日本の男性俳優、声優、劇作家。所属事務所は大沢事務所。劇団『シグナルズ』を主宰し、作・演出を担当。愛知県名古屋市出身。

## 略歴
18歳で名古屋の劇団に入団。
その後は劇団ナイロン100℃のメンバーだったが、2009年5月に退団した。12年間所属していた。
以前はダックスープに所属していた。

## 人物
方言は名古屋弁。
俳優、声優としては映画、テレビ、ラジオなどで活躍している。
『げんしけん』で共演した檜山修之にはマイペースと言われている。
控えめな性格であるため、WEBラジオ『リボラジ!〜ぶっちゃけリング争奪戦〜』で、井上優が「スタッフと勘違いした」と語っている。

## 出演
太字はメインキャラクター。

### テレビアニメ
2004年
- げんしけん（笹原完士）

2005年
- おねがいマイメロディ（柿崎翔）
- 涼風（服部安信）
- 遊☆戯☆王デュエルモンスターズGX（雷丸）

2006年
- おねがいマイメロディ 〜くるくるシャッフル!〜（柿崎翔）
- ゼーガペイン（クロシオ・ハヤト）
- まもって!ロリポップ（トト）
- プリごろ太 宇宙の友情大冒険（マイケル）

2007年
- げんしけん2（笹原完士）
- のだめカンタービレ（マイケル）

2008年
- おねがいマイメロディ すっきり♪（柿崎翔）
- 家庭教師ヒットマンREBORN!（白蘭）

2014年
- ウィザード・バリスターズ 弁魔士セシル（小日向将太）
- 四月は君の嘘（高柳明）
- 魔法科高校の劣等生（関本勲）

2016年
- モンスターハンター ストーリーズ RIDE ON（2016年 - 2018年、ノール）

2017年
- オトッペ（ドアモリソン、ウィンディパパ）
- 夏目友人帳 陸（西村の兄）

### 劇場アニメ
- 心が叫びたがってるんだ。（2015年、相沢基紀[11]）
- ゼーガペインADP（2016年、クロシオ）
- 劇場版オトッペ パパ ・ドント・クライ（2021年、ドアモリソン、ウィンディパパ[12]）
- ゼーガペインSTA（2024年、クロシオ）

### OVA
- げんしけん（2006年、笹原完士）

### ゲーム
- 朧村正 大根義民一揆（2014年、梅吉[13]）

### 吹き替え
- BULL_/_ブル_法廷を操る男

### 特撮
- 宇宙戦隊キュウレンジャー（2017年、メディアツヨインダベーの声）

### CD
- 家庭教師ヒットマンREBORN! 未来編 Burn.1（DVD初回特典CD）「リボラジ!死ぬ気で初回特典! #1」（ゲスト）
- げんしけん コミック9巻 特装版付録ドラマCD（笹原完士）

### その他
- 探偵Xからの挑戦状!（NHK） 「猫が消えた」
- 山本化学工業CM 「ランチタイム編」

## ディスコグラフィ

### キャラクターソング
- 家庭教師ヒットマンREBORN! ミルフィオーレシングル1 ホワイトスペル
  - パーフェクトワールド（白蘭）
- 家庭教師ヒットマンREBORN! キャラクターアルバム SONG "BLUE" 〜rivale〜
  - PARADE（白蘭）
- 家庭教師ヒットマンREBORN! 公式キャラソン大全集・究極CD匣
  - gr8 story（白蘭＆入江正一）
- 心が叫びたがってるんだ。 オリジナルサウンドトラック
  - 燃えあがれ（悪い妖精 / 相沢基紀）
  - 心が叫びだす（世界の人々 / 相沢基紀）